# توماس أنديرس

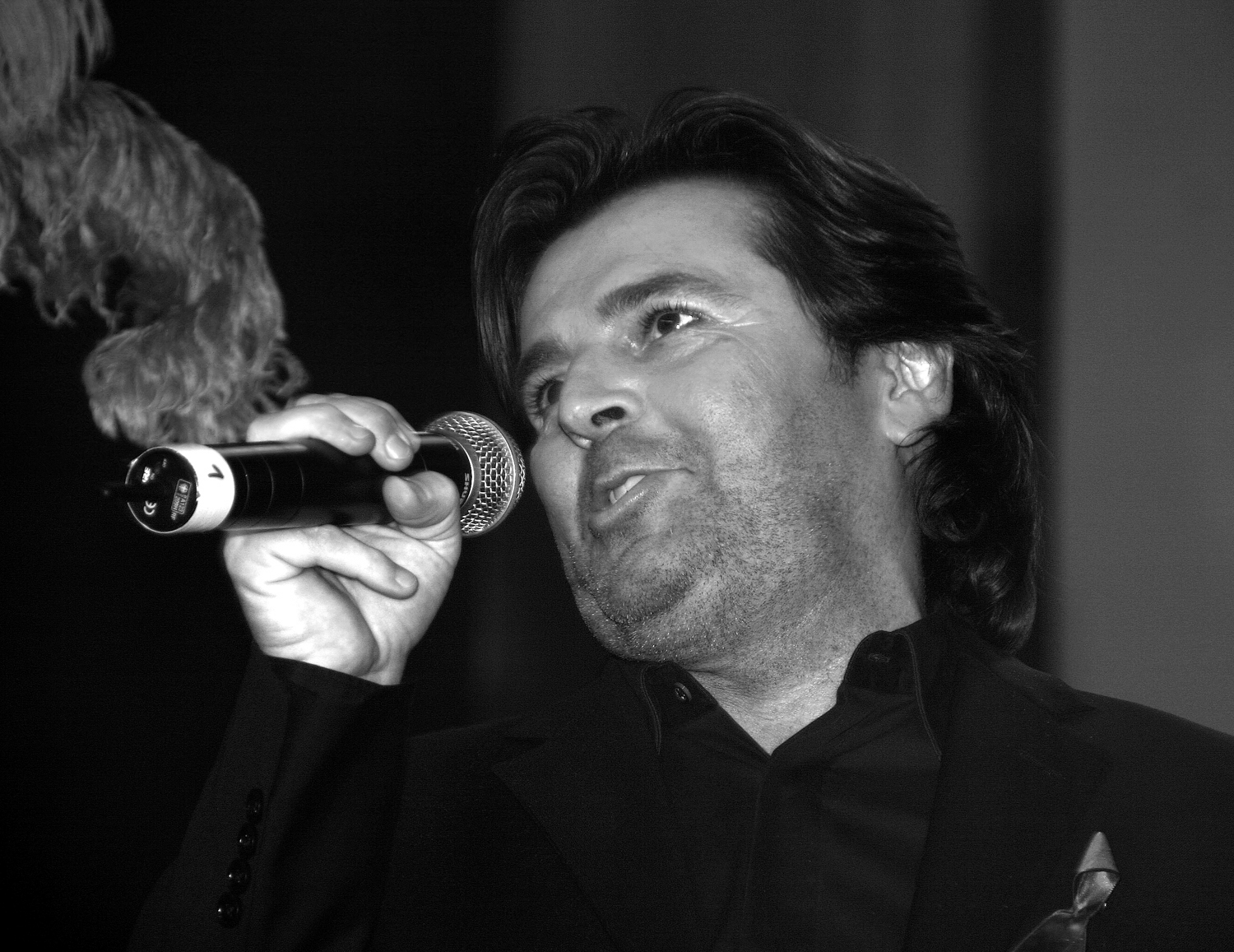
توماس أنديرس (2007).

توماس أنديرس (بالألمانية: Thomas Anders) ولد في 1 مارس 1963 في مورتس بألمانيا القريبة من مدينة كوبلينتس. وهو مغني وملحن ومنتج ألماني اسمه الحقيقي بيرند فايدونغ (Bernd Weidung).
شارك في ثنائي البوب مودرن تولكينغ مع ديتر بولن في الفترات 1984-1987 و1998-2003 م.

## حياته
ترعرع توماس أنديرس في مورتس بالقرب كوبلينتس. درس خمس فصول دراسية حول علوم الموسيقى في ماينتس.
كانت إنتاجته الأولى عبارة عن أغاني باللغة الألمانية، لكنها لم تَلْقَ النجاح المطلوب، في نهاية سنة 1984 بدأ مشروع توماس مع المنتج الموسيقي الذي كان يغني آنذاك تحت اسم ستيف بينسون ديتر بولن وكونوا مع بعضهما ثنائيا مشهورا تحت اسم مودرن توكينغ وجاء النجاح بين عشية وضحاها تقريبا:

## روابط خارجية
- توماس أنديرس على موقع IMDb (الإنجليزية)
- توماس أنديرس على موقع أول ميوزيك (الإنجليزية)
- توماس أنديرس على موقع ديسكوغز (الإنجليزية)
- توماس أنديرس على موقع قاعدة بيانات الفيلم (الإنجليزية)
- توماس أنديرس على موقع كينوبويسك (الروسية)